# Federació Regionalista Verda Social
La Federació Regionalista Verda Social (FREVS) és un partit polític xilè constituït oficialment el 2017 com a resultat de la fusió de quatre partits regionals, operatius inicialment en les regions d'Antofagasta, Atacama, Coquimbo, Metropolitana, O'Higgins i Aysén.

## Resultats electorals

### Eleccions parlamentàries
| Any  | Diputats | Diputats | Diputats | Diputats | Senadors | Senadors | Senadors | Senadors |
| Any  | Vots     | %        | Escons   | +/-      | Vots     | %        | Escons   | +/-      |
| ---- | -------- | -------- | -------- | -------- | -------- | -------- | -------- | -------- |
| 2017 | 94.666   | 1.58     | 4 / 155  | Nou      | 2.397    | 0.14     | 0 / 43   | Nou      |
| 2021 | 107.696  | 1.70     | 2 / 155  | 2        | 188.290  | 4.04     | 2 / 50   | 2        |

### Eleccions municipals
| Any  | Alcaldes | Alcaldes | Alcaldes | Regidors | Regidors | Regidors   |
| Any  | Vots     | %        | Escons   | Vots     | %        | Escons     |
| ---- | -------- | -------- | -------- | -------- | -------- | ---------- |
| 2021 | 25.210   | 0,40     | 1 / 345  | 199.366  | 3,28     | 49 / 2.252 |
| 2024 | 104.218  | 0,89     | 1 / 345  | 371.432  | 3,62     | 63 / 2.252 |

### Eleccions de consellers regionals
| Any  | Vots    | %    | Escons  |
| ---- | ------- | ---- | ------- |
| 2017 | 64.885  | 1,12 | 2 / 278 |
| 2021 | 232.144 | 3,78 | 7 / 302 |
| 2024 | 158.189 | 1,63 | 4 / 302 |

### Eleccions de convencionals constituents
| Any  | Vots   | %    | Escons  |
| ---- | ------ | ---- | ------- |
| 2021 | 99.568 | 1,74 | 4 / 155 |